# Temple de César

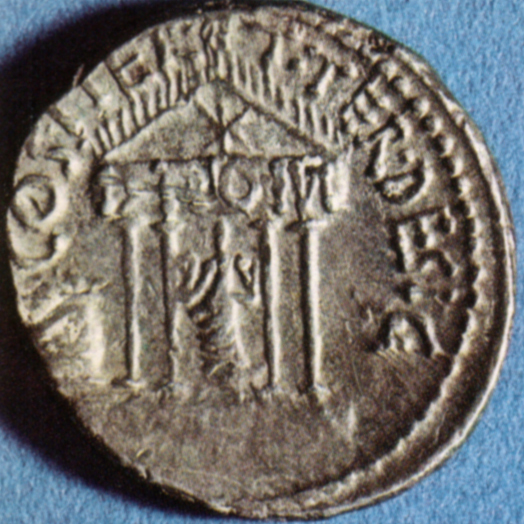
Revers d'un Denier représentant la façade du temple de César. L'étoile est bien visible au milieu du fronton, en dessous apparaît la statue de César.

Le temple de César ou temple du Divin César (en latin : Aedes Divi Iulii) est un temple romain édifié sur le Forum Romain à la fin du Ier siècle av. J.-C., en l'honneur du divin Jules César.

## Localisation
Le temple ferme le dernier côté encore ouvert du Forum Romain, à l'est, entre la basilique Aemilia et le temple des Dioscures. En avant du podium est construite une tribune, les Rostres de César divinisé (Rostra ad Divi Iulii), qui fait face aux Rostres impériaux de l'autre côté de l'esplanade du Forum (voir le plan).

## Fonction
Le temple est dédié au culte de la comète (baptisée sidus Iulium) qui est apparue peu après l'assassinat de César et qui est considérée comme la manifestation de l'âme de César divinisé.

« Rome est le seul lieu de l'Univers qui ait élevé un temple à une comète, celle que le dieu Auguste jugea de si bon augure pour lui. Elle apparut lors des débuts de sa fortune, pendant les jeux qu'il célébrait en l'honneur de Vénus Genitrix, peu de temps après la mort de son père César [...] Il [Auguste] exprima en ces termes la joie qu'elle lui causait : "Pendant la célébration de mes jeux, on aperçut durant sept jours une comète dans la région du ciel qui est au Septentrion. [...] Suivant l'opinion générale, cet astre annonça que l'âme de César avait été reçue au nombre des divinités éternelles ; c'est à ce titre qu'une comète fut ajoutée à sa statue, que peu de temps après nous consacrâmes dans le forum." »

— Pline l'Ancien (traduction de Dubochet, 1850), Histoire naturelle, Livre II, XXIII, 4

## Histoire
Après l'assassinat de César dans la Curie de Pompée sur le Champ de Mars, son corps est exposé sur le Forum Romain. La foule, bouleversée par la mort du dictateur, érige un bûcher improvisé à proximité de la Regia, résidence officelle de César comme Pontifex Maximus. Dans un premier temps, peu après le 15 mars 44 av. J.-C., une colonne de marbre jaune de Numidie et un autel portant l'inscription parenti patriae sont érigés à l'endroit du bûcher,,, mais vers la fin du mois d'avril 44, Dolabella ordonne la destruction des monuments honorifiques.
En 42 av. J.-C., peu après la bataille de Philippes, le Sénat ordonne, à la demande des triumvirs (Marc Antoine, Octave et Lépide), la construction d'un temple à l'emplacement des monuments honorifiques détruits, dédié à Jules César qui a été divinisé, premier exemple de divinisation posthume à Rome. Dès 44, un quatrième flaminat majeur est créé afin de s'occuper du culte du divin César, le premier flamine nommé est Marc Antoine. Le temple est dédié par Octavien le 18 août 29 av. J.-C., peu après sa victoire à la bataille d'Actium.
Le temple est détruit dans un incendie sous Septime Sévère qui le fait restaurer.
Les vestiges du temple sont mis au jour à l'occasion des fouilles entreprises sur le Forum en 1872. D'autres fouilles sont menées entre 1888 et 1899 sous la direction de Giacomo Boni, puis en 1950.
Le reste d'une colonne (interprété comme un autel circulaire) marque selon la tradition l'emplacement où fut incinéré César, les Romains y déposant actuellement des fleurs ou jetant des pièces de monnaie.

## Description
Le temple, probablement d'ordre corinthien mais peut-être d'ordre ionique, se dresse sur un podium composé de blocs de tuf disposés en opus caementicium. Il est difficile de préciser à quel ordre appartiennent les colonnes du temple et il est possible qu'il ait été changé lors de la restauration de Septime Sévère. Quoi qu'il en soit, les fragments de corniches retrouvés sur le site sont typiques de l'ordre corinthien. Il s'agit en tout cas d'un temple hexastyle prostyle avec deux colonnes sur les côtés du pronaos. Les colonnes devaient faire environ 12 mètres de haut. D'après Vitruve, il sert de référence pour déterminer l'espace à laisser entre les colonnes pour un temple pycnostyle :

« Le temple pycnostyle est celui dont l'entre-colonnement comprend un diamètre et demi de la colonne à sa base : tel est le temple du divin Jules [...] »

— Vitruve, De Architectura, Livre II, III, 2

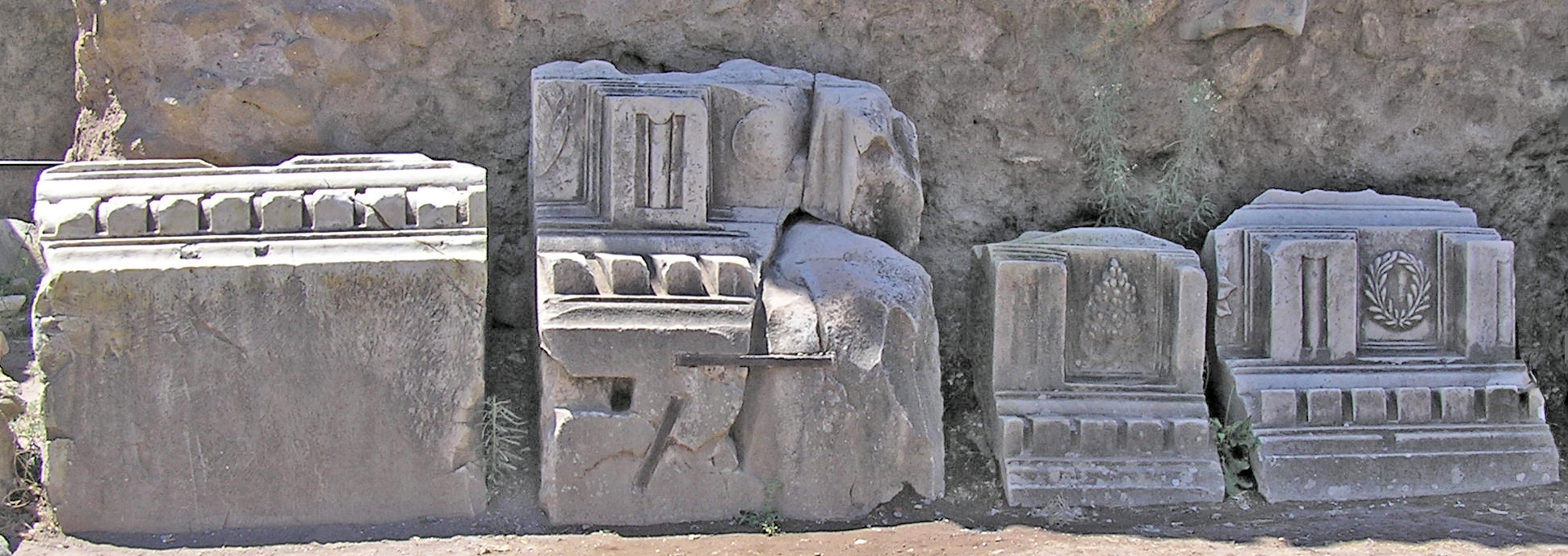
Fragments de la corniche corinthienne du temple.

Le podium, qui mesure 30 mètres de long pour 26,97 mètres de large, forme une plateforme en avant du pronaos à laquelle on accède par deux escaliers latéraux. Au centre, le podium est creusé d'un hémicycle dans lequel est construit un autel circulaire qui marque l'emplacement du bûcher de César. Quelques années après la construction du temple, l'hémicycle est muré afin de mettre un terme à la coutume consistant de se servir de l'autel comme un refuge. La façade avant du podium est probablement ornée de rostres des navires de Marc Antoine et de Cléopâtre capturés lors de la bataille d'Actium,. Il y a probablement confusion entre le podium du temple et les Rostra ad Divi Iulii qui portent ces éperons et pourraient être une structure architecturalement indépendante du temple.
La cella du temple abrite une grande statue de César qui est représenté tenant dans sa main droite le lituus augural, vêtu de la robe du Pontifex Maximus et couronné d'une étoile (sidus Iulium), faisant référence à la comète qui aurait été observée peu après sa mort. L'étoile est également représentée sur le tympan du temple. Dans la cella on trouve également une peinture d'Apelle de Cos, la Vénus Anadyomène. Trop détériorée pour être restaurée sous Néron, elle est remplacée par une œuvre de Dorotheus. Les murs sont ornés d'une autre peinture d'Apelle, représentant les Dioscures accompagnés d'une Victoire.

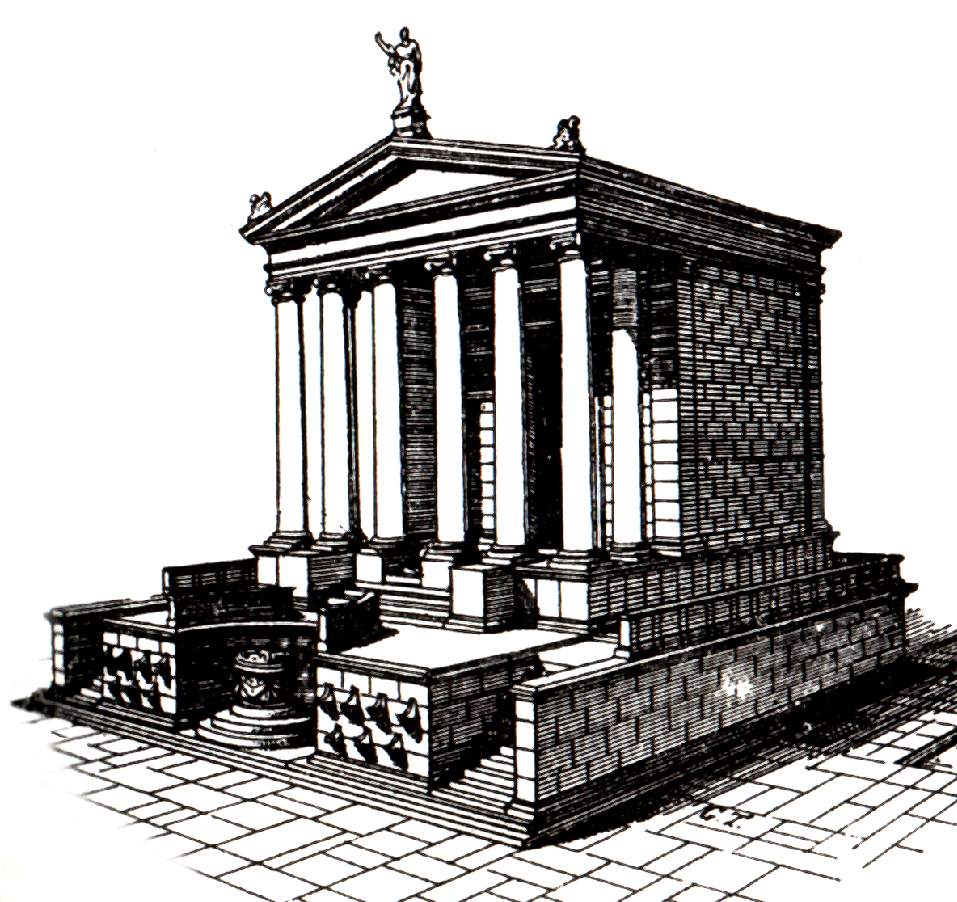
Restitution hypothétique du temple, par Christian Hülsen, 1904.
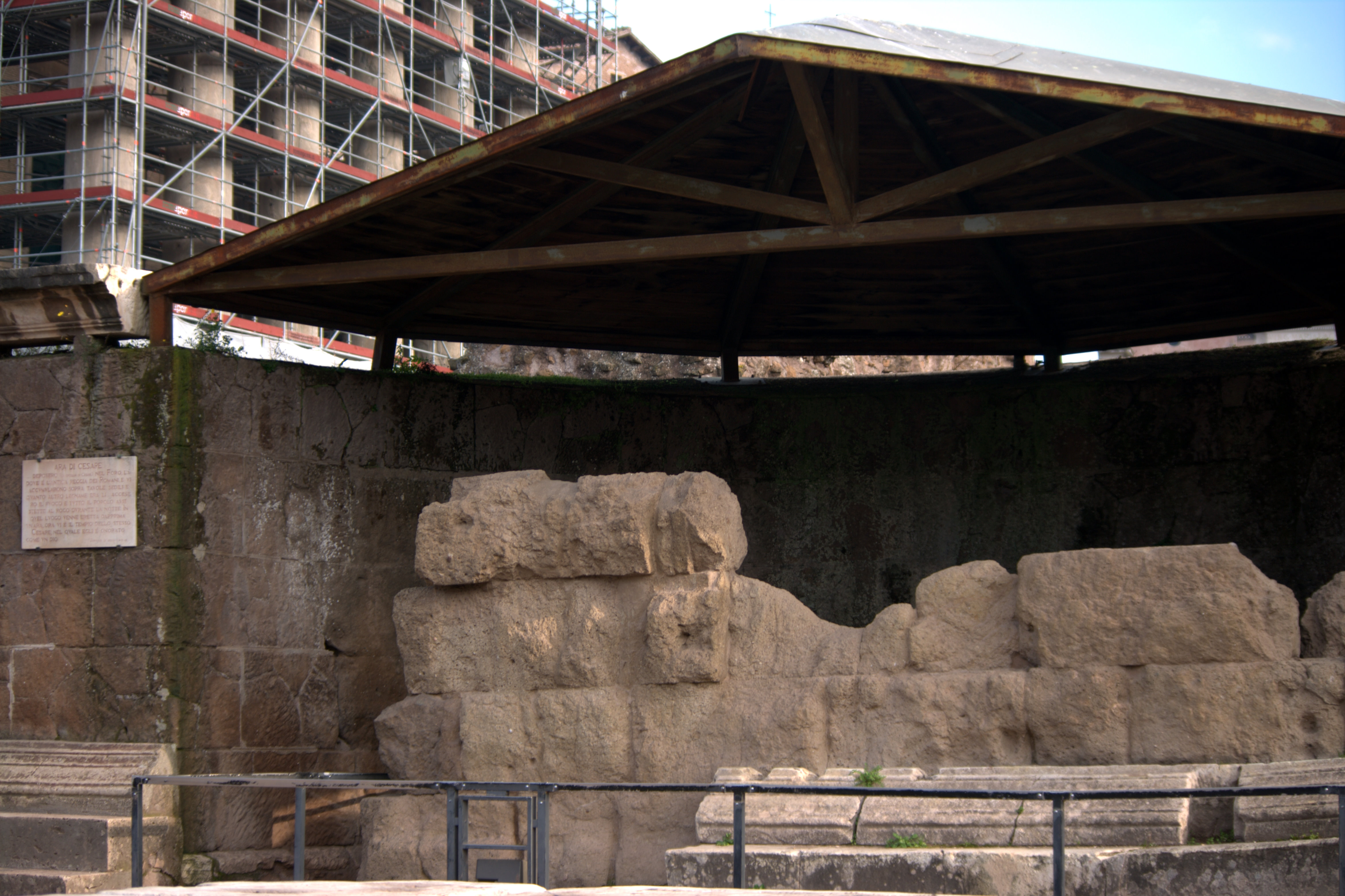
L'hémicycle muré en avant du temple.

## Commémoration

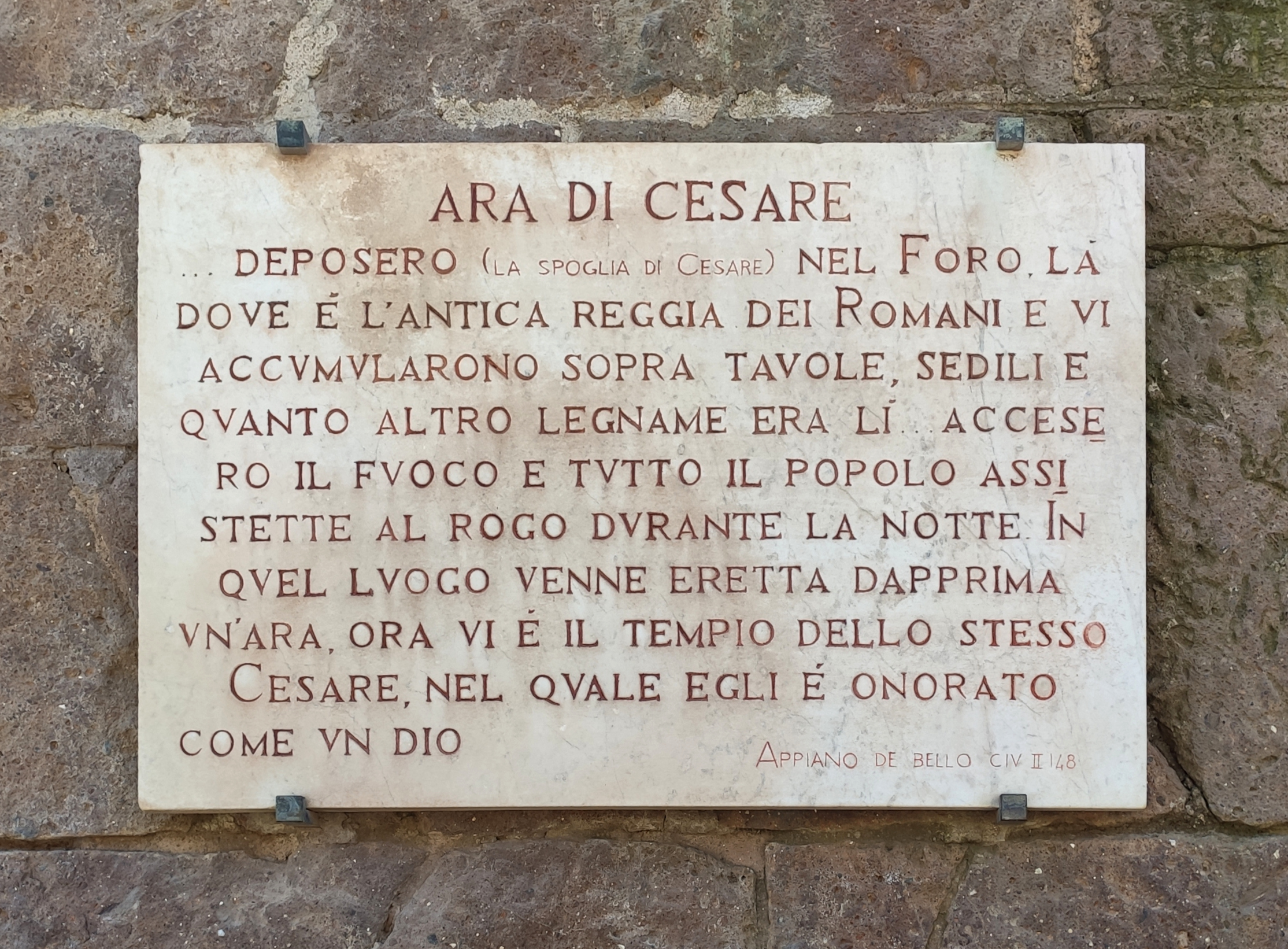
Plaque commémorative.

Une plaque commémorative apposée par la ville de Rome à l’intention des visiteurs emprunte à Appien son récit de l’événement :

« (…) et on le ramena sur le Forum, là où se trouvait l’ancien palais des rois de Rome ; les plébéiens rassemblèrent tous les objets de bois et tous les bancs dont regorgeait le Forum, et toutes sortes d’autres choses analogues, puis par-dessus mirent les ornements très abondants de la procession, plusieurs rapportèrent encore de chez eux quantité de couronnes et de décorations militaires : ensuite ils allumèrent le bûcher et passèrent la nuit en foule auprès de lui ; c’est là qu’un premier autel fut érigé, et que maintenant se trouve le temple de César, qui, juge-t-on, mérite d’être honoré comme un dieu… »

De nos jours, des fleurs sont parfois déposées devant les restes de l'autel attenant au temple de César.